# Khorog
Khorog (rusko Хорог), tudi Khorugh (tadžiško Хоруғ ali Kharagh (Shughni Харағ), je glavno mesto regije Gorno-Badahšan, Tadžikistan. Je tudi glavno mesto okrožja Šugnon v Gornem Badahšanu. Ima 30.500 prebivalcev (ocena 2020).
Khorog leži na 2200 metrov nadmorske višine v gorovju Pamir (starodavno pogorje Imeon) ob sotočju rek Ghunt in Pandž. Nivodak, mesto na jugu, in Tem na severu (Tem) omejujeta delti Šakhdara oziroma Ghunt. Reki se zlivata v vzhodnem delu mesta, tečeta skozi mesto in si ga skoraj enakomerno razdelita do delte v Pandžu, na meji z Afganistanom. Khorog je znan po svojih topolih, ki prevladujejo v flori mesta.

## Zgodovina
Do poznega 19. stoletja je bil Khorog na območju, ki je bilo sporno med buharskim emirjem, afganistanskim šahom, Rusijo in Britanijo. Rusi so postali zmagovalci regije po Veliki igri, ki je določila sedanjo severno mejo Afganistana na reki Pandž in vzpostavila ozemlje ruskega Pamirja okoli Khoroga.
Pred letom 1896, ko so prišli Rusi in zgradili utrdbo, je bilo glavno mesto na tem območju Kala-i Bar Pandž (ali Bar Pandža Kala) nekoliko nižje na afganistanski strani. Po padcu carske Rusije in vzponu Sovjetske zveze je Khorog leta 1925 postal glavno mesto Gorno-Badahšana. Sovjetski voditelji so spodbujali preseljevanje naseljencev na območje z obljubami plačila, medalj in avtomobilov, vendar brez industrije in malo obdelovalne zemlje prizadevanje ni bilo uspešno.
Khorog je julija 2012 zasedel naslovnice zaradi spopada vladnih sil z gverilci. Ubitih je bilo več kot 40 ljudi, vključno z 12 vojaki (številna poročila kažejo, da bi lahko bilo število žrtev še večje). Državne varnostne sile so aretirale osumljence za umor generala tajnih služb Abdula Nazarova. Domnevni kriminalci so bili povezani z nekdanjim gverilskim voditeljem, ki je postal poveljnik mejne patrulje, Tolibom Ajombekovom. Ajombekov naj bi bil več let vpleten v trgovino z mamili ter tihotapljenje tobaka in dragih kamnov. V letih 2014, 2018, 2021 in nazadnje maja 2022 je bil Khorog prizorišče nasilnih spopadov in demonstracij proti domnevnim kršitvam človekovih pravic s strani varnostnih sil.
Pamirski botanični vrt je najbolj priljubljen pogled na Khorog. Ustanovljen je bil leta 1940 za testiranje stopnje preživetja različnih rastlin v gorskih podnebnih razmerah. Po uradni statistiki je bilo preverjenih več kot 30.000 sort rastlin, ki zdaj zajemajo okoli 4000 vrst vrtne zbirke. Botanični vrt Pamir, ki je blizu Khoroga, odpira čudovit panoramski pogled na celotno mesto.

## Značilnosti
Sodobni Khorog je eno najrevnejših območij Tadžikistana, kjer skoraj edini vir denarnega dohodka zagotavlja neprofitna fundacija Aga Khan. Vendar ima mesto svojo univerzo (državna univerza Khorog, ustanovljena leta 1992), dvanajst šol in več bolnišnic. Obstaja muzej, regionalni muzej Khorog, center Ismaili in drugi najvišji botanični vrt na svetu, botanični vrt Pamir.
Khorog je tudi gostitelj Aga Khan Lycee in enega od treh kampusov Univerze Srednje Azije. Univerzo so leta 2000 ustanovili vlade Kazahstana, Kirgiške republike in Tadžikistana ter Aga Khan. Je prva mednarodno pooblaščena visokošolska ustanova na svetu. UCA ima tri šole – šolo za umetnost in znanost, podiplomsko šolo za razvoj ter šolo za strokovno in nadaljevalno izobraževanje. Kampus Khorog ponuja diplomo iz umetnosti in iz znanosti o globalni ekonomiji ter znanosti o Zemlji in okolju.

## Geografija
Khorugh, ki ima približno 30.500 prebivalcev (2020), leži ob vzhodni meji Afganistana in tik pod ali zahodno od sotočja reke Šakhdara z Guntom, ki se izliva v Pandž neposredno zahodno od mestnega območja na afganistanski meji.
Mesto, ki leži na nadmorski višini 2065 m, je obdano z visokimi gorami Pamirskega gorovja: neposredno severno od mesta je 4523 m visoka gora, drugo južno od mesta je visoko 4493 m, nekatere gore nekoliko severneje ali vzhodneje pa se dvigajo do 5329 m.

### Podnebje
Podnebje v Khorughu je izjemno celinsko z malo padavinami skozi vse leto, mrzlimi zimami in zelo toplimi poletji. Povprečna letna količina padavin je 235 mm z močno sušno dobo od maja do novembra. Povprečna letna temperatura je 8,8 °C, pri čemer je najhladnejši januar s srednjo temperaturo −7,9 °C, najtoplejši pa julij z 22,8 °C.